# Reinstedt
Reinstedt ist ein Ortsteil der Stadt Falkenstein/Harz im Landkreis Harz in Sachsen-Anhalt.

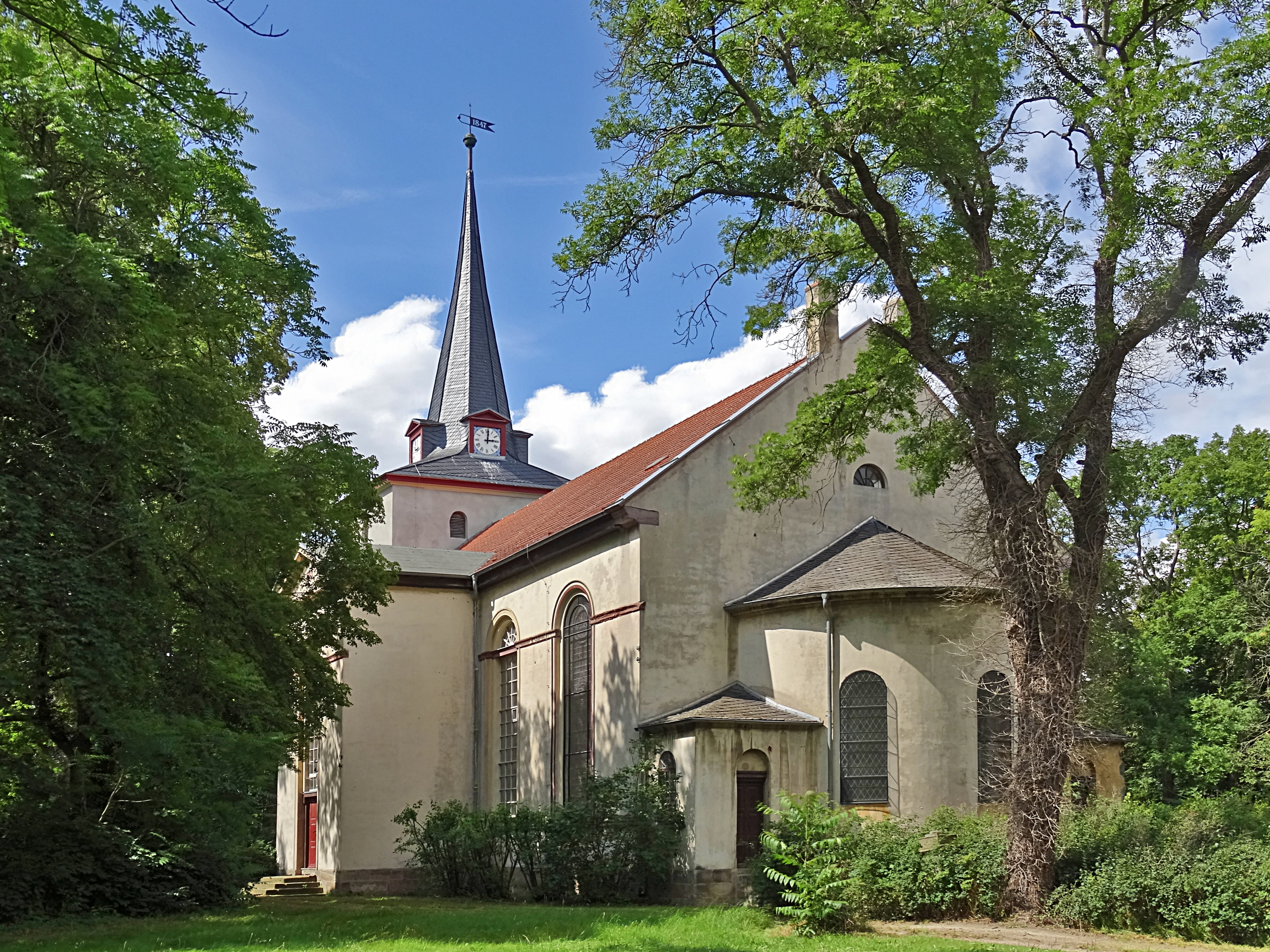
St. Laurentii-Kirche (2021)

## Geografie
Der Ort liegt am Nordostrand des Harzes, 6 km westlich von Aschersleben am Fluss Selke.

## Geschichte

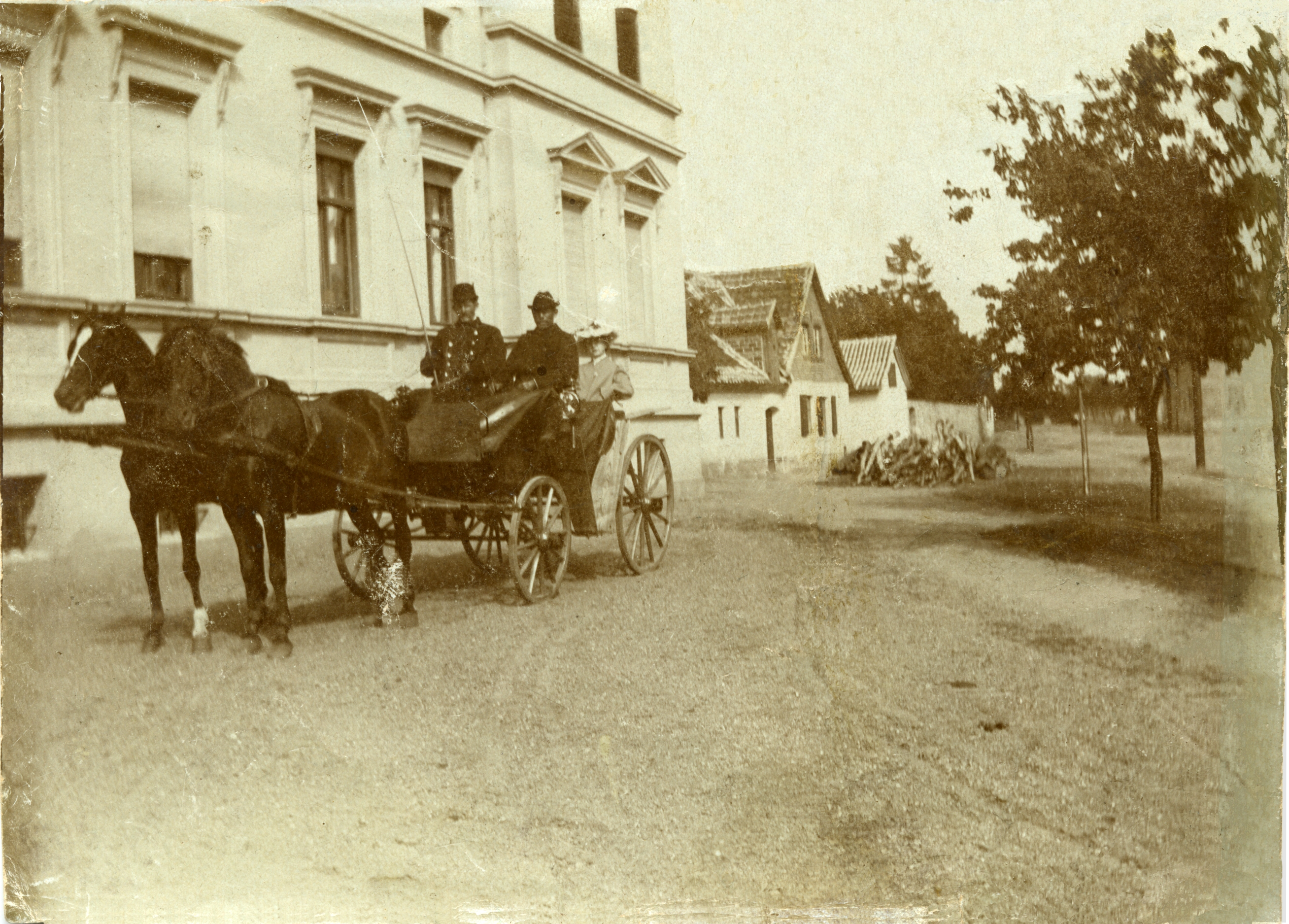
Andreas Heinrichs, Kutscher, vor dem Haus Unterdorf 46, ca. 1920

Reinstedt wurde im Jahre 964 unter dem Namen Reinstede erstmals urkundlich als Teil der Stiftung des Markgrafen Gero für das Jungfrauenstift Gernrode erwähnt. Seit 1992 war Reinstedt Mitglied der Verwaltungsgemeinschaft Falkenstein/Harz, die am 1. Januar 2002 in eine Stadt umgewandelt wurde. Seit Juli 2007 gehört die Stadt Falkenstein/Harz zum Landkreis Harz.

## Kirche St. Laurentii
Die Pfarrkirche St. Laurentii wurde in den Jahren 1847–1851 als drittes Gotteshaus im spätklassizistischen Stil neu erbaut. Bereits 1175 zerstörte der Herzog Heinrich der Löwe den Ort und die Kirche. Am 29. Mai 1525, zu Zeiten des Bauernkrieges, wurde die Kirche abermals zerstört. Im Inneren ist die Kirche sehr einfach gestaltet. Die Orgel ist funktionstüchtig. 2011/2012 erfolgte die Sanierung der Kirchenfenster. 2017/2018 wurde die Kirchturmspitze wieder mit ihrer Kugel versehen und das Schieferdach saniert.

## Gedenkstätten
- Grabstätte auf dem Ortsfriedhof für einen (nach anderen Angaben zwei) KZ-Häftlinge, die im April 1945 bei einem Todesmarsch aus dem KZ Langenstein-Zwieberge von SS-Männern ermordet wurden

## Politik
Ortsbürgermeisterin ist Frau Susan Lawrenz.

## Verkehr
Der Bahnhof in Reinstedt lag an der Bahnlinie von Quedlinburg nach Frose und ist inzwischen stillgelegt. 
Der öffentliche Personennahverkehr wird unter anderem durch den TaktBus des Bahn-Bus-Landesnetz Sachsen-Anhalt erbracht. Folgende Verbindung, betrieben von der Kreisverkehrsgesellschaft Salzland, führt durch Reinstedt:
- Linie 140: Aschersleben ↔ Reinstedt ↔ Hoym ↔ Quedlinburg

Durch eine weitere Buslinie der Harzer Verkehrsbetriebe ist Reinstedt auch aus Ballenstedt über Ermsleben und Meisdorf erreichbar.
Die Kreisstraße von Hoym nach Ermsleben durchquert Reinstedt. Eine weitere Kreisstraße Richtung Frose führt nach ca. 2 km auf die L 85 nach Aschersleben sowie zur A36. Ein Feldweg führt in Richtung Radisleben. 
Der Europaradweg R1 verläuft auf dem Weg von Boulogne-sur-Mer in Frankreich bis Sankt Petersburg in Russland durch Reinstedt.

## Dorfgemeinschaftshaus
In der ehemaligen Schule wurde mit dem Kulturzentrum ein Platz für Vereine und Veranstaltungen geschaffen. Die Stadt Falkenstein/Harz investierte dafür mehr als 580.000 Euro.
Die Eröffnung fand Anfang Mai 2014 statt.

## Besondere Ereignisse

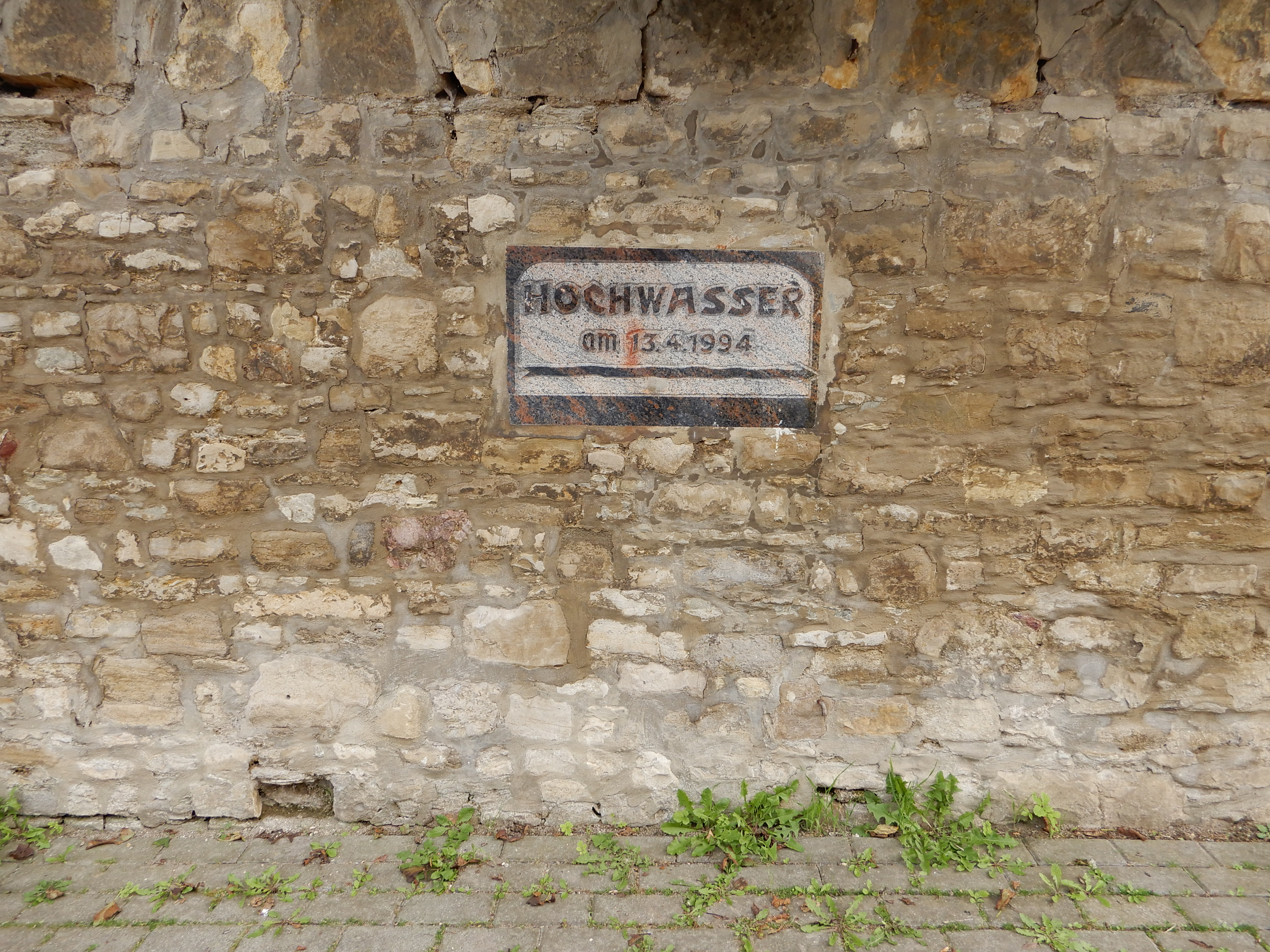
Hochwasser-Marke an einer Mauer im Dorf

### Jahrhunderthochwasser am 13. April 1994
Monatelang hatte es 1994 doppelt so viel geregnet wie üblich. Ein erneuter Wintereinbruch und das Tiefdruckgebiet „Pallas“, das den Schnee schnell schmelzen ließ, führten dazu, dass erstmals in ihrer Geschichte die Talsperre des Bodesystems überlief. Durch den Zulauf dutzender Bäche im Einzugsgebiet der Selke schwoll der Pegel in kurzer Zeit um das Hundertfache an. Reinstedt und die Nachbarorte versanken in den Fluten. Der Landkreis Aschersleben rief den Katastrophenfall „Jahrhunderthochwasser“ aus.
Planungen des Landesbetriebs für Hochwasserschutz sehen vor, südwestlich von Meisdorf einen zwölf bis 15 Meter hohen Damm zu errichten.

## Regelmäßige Veranstaltungen

### Pfingsten: Heimatfest mit Grabenfischen
Jedes Jahr am Pfingstmontag findet traditionell das 1563 erstmals urkundlich erwähnte Grabenfischen statt. Elf Männer mit Zylinder auf dem Kopf, geschmückt mit einer Pfingstrose und buntem Halstuch versuchen – auf Knien rutschend und bei jedem Wetter – Bachforellen, die zuvor im Mühlgraben ausgesetzt wurden, mit den Händen zu fangen. Wer nach 700 m das größte Exemplar an Land zieht, wird für ein Jahr zum Fischkönig gekürt.
Ähnlich wie das Grabenfischen hat zuvor am Pfingstsamstag das „Laubebauen“ eine lange Tradition. Aus Ästen und Baumstämmen wird vor dem Lokal „Prinz von Anhalt“ eine Laube errichtet. Am Pfingstmontag zieht dann der Festumzug durch den Ort, der vor der Tür von Vereinsmitgliedern eine Pause einlegt und ein Ständchen bringt.

### Harzer Landwirtschaftsfest
Am letzten Sonntag im Juni fand seit 1998 alljährlich das Harzer Landwirtschaftsfest in Reinstedt statt. Zu sehen gab es u. a. Tierzuchtwettbewerbe mit jährlich wechselnden Schwerpunkten und eine Ausstellung über moderne und historische Erntetechnik. Auf einem Bauernmarkt boten Direktvermarkter ihre Produkte an und der Landesbauernverband informierte über Perspektiven in grünen Berufen. Ein großes Schauprogramm rundete stets die Veranstaltung ab. Große und kleine Tiere waren zu sehen. Jährlich wurden 10.000 Besucher gezählt. Schirmherr war der Minister für Landwirtschaft und Umwelt des Landes Sachsen-Anhalt. Im Jahr
2020 musste die Veranstaltung wegen der Coronavirus-Pandemie nach 22 Jahren erstmals abgesagt werden. Anfang Juli 2020 wurde bekannt, dass diese Traditionsveranstaltung zukünftig nicht mehr in Reinstedt stattfindet.

### Schützenfest
Jedes Jahr am zweiten Wochenende im August findet das dreitägige Schützenfest des Reinstedter Schützenvereins 1702 e. V. statt. Am Sonnabend führt dabei ein Umzug durch das Dorf.

## Persönlichkeiten
- Karl Schoenemann (1900–1984), Chemotechniker und Hochschullehrer